# Перше кохання (повість)
«Перше кохання» — повість Івана Сергійовича Тургенєва, що розповідає про почуття і пов'язані з ними душевні переживаннями юного героя, напівдитяча закоханість якого прийшла в нерозв'язне зіткнення з драматизмом і жертовністю дорослого кохання. Вперше опублікована в 1860 році в Російській імперії.

## Історія створення
Писалася Іваном Тургенєвим у січні-березні 1860 в Санкт-Петербурзі. Написана на основі особистого емоційного досвіду й подій в родині письменника. Як сам висловився про повість Тургенєв:
|  | «У повісті описана справжня пригода без найменших прикрас, ... я зобразив свого батька. Мене багато хто за це засуджував, а особливо засуджували за те, що я цього ніколи нічого не приховував. Але я вважаю, що поганого в цьому нічого немає. Приховувати мені нічого» |

## Короткий зміст
Художньо повість виконана як спогад літньої людини, що розповідає про свою першу любов. Головний герой твору шістнадцятирічний Володимир прибуває разом з родиною до заміського маєтку, де зустрічає красиву двадцятиоднорічну Зінаїду Олександрівну Засєкіну. Володимир закохується в Зінаїду, проте крім нього навколо героїні присутні інші молодих людей, які домагаються її симпатії. Почуття героя не викликають взаємності, Зінаїда, що відрізняється примхливим і грайливим характером, розігрує героя, іноді насміхається над ним, висміюючи його порівняну молодість. Пізніше Володимир виявляє, що справжнім об'єктом любові Зінаїди є його власний батько — Петро Васильович. Володимир таємно спостерігає зустріч між батьком і Зінаїдою і розуміє, що батько кидає її, та залишає маєток. Трохи пізніше Петро Васильович помирає від інсульту. Деякий час по тому Володимир дізнається про шлюб Зінаїди з паном Дольським і подальшу смерть під час пологів.

## Герої та прототипи
- Володимир Петрович — прототипом є сам автор Іван Сергійович Тургенєв.
- Зінаїда Олександрівна — прототипом є княжна Катерина Львівна Шаховська, поетеса, перша любов письменника і коханка його батька. У вересні 1835, через рік після смерті С. М. Тургенєва, Шаховська вийшла заміж за Лева Харитоновича Володимирова. 22 червня 1836 народила хлопчика і через шість днів померла[2].
- Петро Васильович — прототипом є батько письменника Сергій Миколайович Тургенєв. Сергій Миколайович одружився з розрахунку на жінці, яка була набагато старшою за нього (мати письменника Варвара Петрівна Лутовинова). Подобався жінкам. Мав роман з Катериною Львівною Шаховською[3], незабаром після розставання з якою помер.